# 할리드 불라미
할리드 불라미(아랍어: خالد بولامي, 1969년 8월 7일 ~ )는 모로코의 은퇴한 장거리달리기 선수로 1996년 애틀랜타 올림픽에서 5000m 종목 동메달을 획득하였다.
그는 브라힘 불라미의 형이다.

## 개인 기록
- 3000m - 7분 30.99초 (1997년)
- 5000m - 12분 53.41초 (1997년)